# Tsuen Wan Line
Tsuen Wan Line (chiń. 荃灣綫) – zelektryfikowana linia systemu MTR w Hongkongu. Linia biegnie przez dzielnice Central and Western, Yau Tsim Mong, Sham Shui Po, Kwai Tsing i Tsuen Wan. Linia zaczyna się w stacji Central, a kończy swój bieg w Tsuen Wan, ma 16 stacji, a całkowity czas przejazdu wynosi 30 min.

## Historia
Plan stworzenia nowej linii MTR w Hongkongu został zaakceptowany w 1975 roku i rozpoczęto jego realizację zaraz potem. Główny odcinek linii pod Nathan Road w dzielnicy Koulun został otwarty w 1979 roku. Pierwsze pociągi zaczęły jeździć do Tsuen Wan dopiero 10 maja 1982 roku. Po otwarciu całej linii była ona jedyną ekspresową linią w systemie MTR w Hongkongu. Nazwy kilku stacji nowo powstałej linii zostały zmienione od tych zapisanych oryginalnie w planach. Zostały nazwane im nazwy odzwierciedlające dzielnice w jakich się znajdują, zamiast skrzyżowań ulic.

## Przebieg
Tsuen Wan Line biegnie z południa na północ terytorium Hongkongu, w większej części biegnie pod ziemią. Linia zaczyna się w stacji Central, za stacją Admiralty przebiega pod Portem Wiktorii do stacji Tsim Sha Tsui. Linia przebiega pod ziemią, pod głównymi ulicami miasta, na powierzchnię wyjeżdża od stacji Lai King. Niektóre stacje tej linii znajdują się bardzo głęboko pod ziemią, ponieważ są stacjami w okolicach portu przed zejściem pod wodę lub są stacjami przesiadkowymi z Island Line, która została wybudowana w typie deep-level.
Tsuen Wan Line przecina się z 5 innymi liniami systemu MTR, można się przesiąść między nimi bezpośrednio lub pośredni na kilku stacjach. Stacje Central oraz Admiralty są stacjami przesiadkowymi z Island Line. Stacja Central pośrednio poprzez połączenie piesze ze stacją Hong Kong zapewnia możliwość transferu z Tung Chung Line i Airport Express. Stacja Tsim Sha Tsui także poprzez połączenie piesze ze stacją East Tsim Sha Tsui zapewnia transfer pośredni z West Rail Line. Stacje Mong Kok i Prince Edward są stacjami przesiadkowymi z Kwun Tong Line. Stacja Mei Foo zapewnia bezpośredni transfer z West Rail Line, zaś stacja Lai King z Tung Chung Line. 

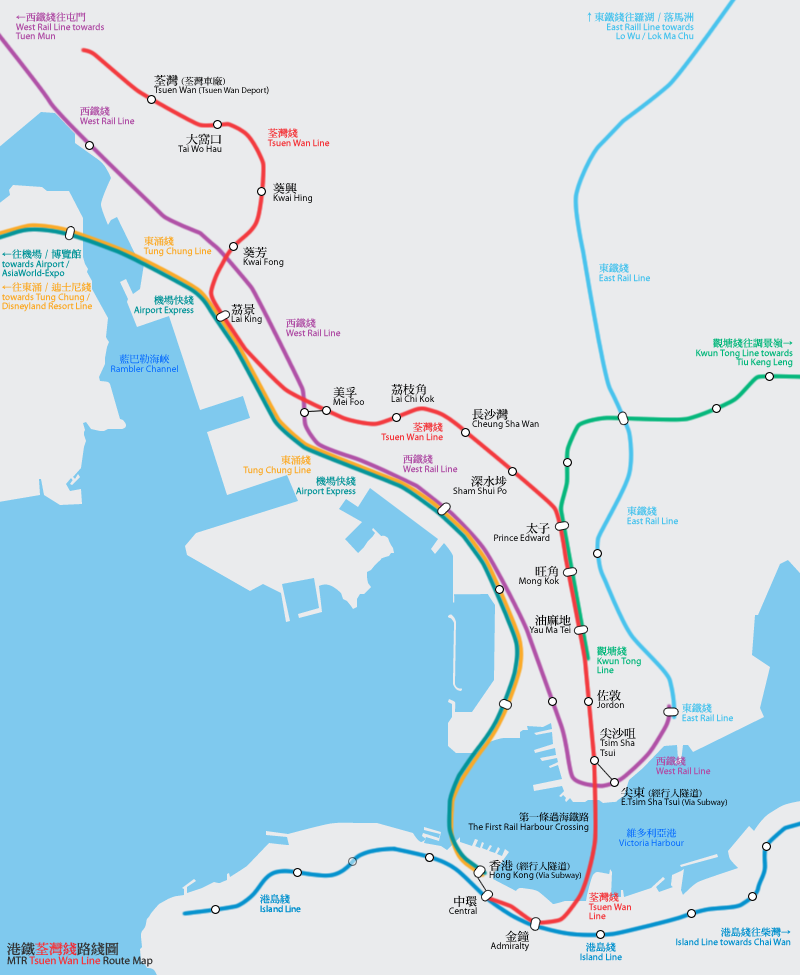
Przebieg Tsuen Wan Line